# Шансер, Владислав
Владислав Шансер (пол. Władysław Szanser; 1848, Плоцк — 3 января 1914, Кульпарков близ Львова) — польский поэт, писатель

, переводчик, журналист. Известен под псевдонимом Владислав Ордон.

## Биография
Родился в бедной еврейской семье. Некоторое время учился в Варшавской школе экономики. Был близок к кругу деятелей культуры еженедельника «Przegląd Tygodniowy».
В 1869—1871 годах жил в Познани, где вместе с Владиславом Белзой был одним из инициаторов создания «Tygodnik Wielkopolski» (вёл еженедельную хронику).
С 1879 г. — душевнобольной, до конца жизни находился в Кульпарковской психиатрической больнице близ Львова, где и умер.

## Творчество

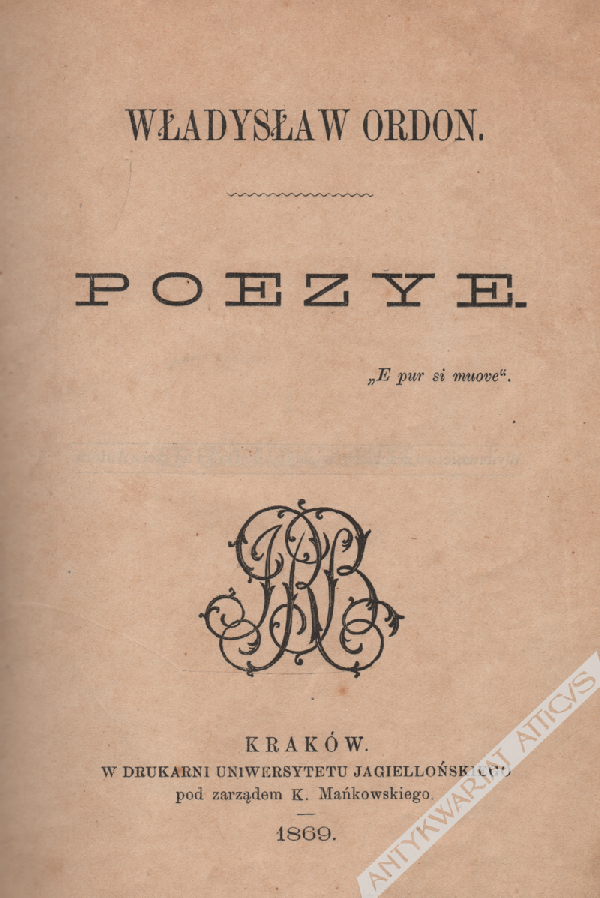
«Poezye». 1869

Дебютировал как поэт в варшавской прессе в 1867 году.
Автор личных и патриотических стихов (в том числе цикла «Из мартирологии»), социальных произведений («Перед окном банкира», «Бальное платье»), поэмы «Garbus z Bononii» (1872), сборников стихов: «Poezje» (1869), «Zbiorek poezji» (1894), а также юмористических произведений («Fijałki», «Ktoby się spodziewał» и др., 1873), рассказов, сценических произведений и переводов (например, «Декамерон» Джованни Боккаччо, т. 1-2, 1874—1875; «Артаксеркс в Риме», 1877).
Описывал стихами и прозой «старомещанскую» Варшаву; одним из первых стал воспевать труд рабочих, веря, что со временем «с наковальни раздастся великий звон» («Przy kowadle»).